# Résolution 777 du Conseil de sécurité des Nations unies
La résolution 777 du Conseil de sécurité des Nations unies a été adoptée à l'unanimité sauf trois abstentions le 19 septembre 1992. Après avoir réaffirmé la résolution 713 (1992) et toutes les résolutions ultérieures sur la question, le Conseil a estimé que, comme l'État connu comme la république fédérative socialiste de Yougoslavie (RSFY) a cessé d'exister, alors, en vertu de la résolution 757 (1992), la demande de la république fédérale de Yougoslavie (Serbie et Monténégro) pour continuer d'être automatiquement membre de l'Organisation des Nations unies n'a pas été largement acceptée et a donc déterminé que l'adhésion de la république fédérative socialiste de Yougoslavie à l'Organisation des Nations unies ne peut pas se poursuivre. Par conséquent, le Conseil recommanda à l'Assemblée générale que la république fédérale de Yougoslavie (Serbie et Monténégro) cesse toute participation à l'Assemblée générale et pose sa candidature à l'adhésion à l'Organisation des Nations unies.
La version originale du projet de résolution, écrite par les États-Unis, déclarait que l'Assemblée générale confirme que « l'appartenance de la Yougoslavie à l'Organisation des Nations unies est éteinte », mais cela a été supprimé afin d'obtenir le soutien de la Russie et la résolution elle-même est restée ouverte à l'interprétation. La Russie et la Chine avaient rejeté l'idée que la république fédérale de Yougoslavie soit exclue de tous les organes des Nations unies, en disant que son travail dans les autres organes ne serait pas touché. Pendant ce temps, l'Inde et le Zimbabwe (alliés traditionnels de la Yougoslavie via le Mouvement des non-alignés) déclarèrent que la résolution 777 violait la Charte des Nations unies, en particulier les articles 5 et 6.
La résolution, qui déclarait également qu'elle examinerait la question avant la fin de la 47e session de l'Assemblée générale, a été adoptée par 12 voix pour et aucune contre, la Chine, l'Inde et le  Zimbabwe s'étant pour leur part abstenus de voter.
Le 22 septembre 1992, l'Assemblée générale a approuvé, par une majorité de 127 voix pour, 6 voix contre et 26 abstentions, la décision du Conseil de sécurité dans sa résolution 47/1, bien que le texte ait été affaibli, avec la suppression de « considérant que l'État anciennement connu comme la république fédérative socialiste de Yougoslavie a cessé d'exister. », De 1992 à 2000, la république fédérale de Yougoslavie a refusé de redemander à adhérer à l'Organisation des Nations unies et le secrétariat des Nations unies a permis à la mission de la république fédérative socialiste de Yougoslavie de continuer à fonctionner et a accrédité des représentants de la république fédérale de Yougoslavie à la mission de la république fédérative socialiste de Yougoslavie, ce qui lui permit de poursuivre ses travaux dans divers organes de l'ONU.